# فيلار بيليتشيه
فيلار بيليتشيه (Vivaro-Alpine : Lo Vilar de Pèlis ) هي بلدية (كوميون) في مدينة تورينو في منطقة بيدمونت الإيطالية. تقع على بعد حوالي 50 كيلومتر (31 ميل) جنوب غرب تورينو. في 31 ديسمبر 2004، كان عدد سكانها 1213 نسمة ومساحتها 60.9 كيلومتر مربع (23.5 ميل2). 
تقع فيلار بيليتشيه على حدود البلديات التالية: بيريرو وبرالي وأنغرونا وبوبيو بيليتشيه وتوري بيليتشيه ورورا وباغنولو بيمونتي وكريسولو.